# ATP Newport

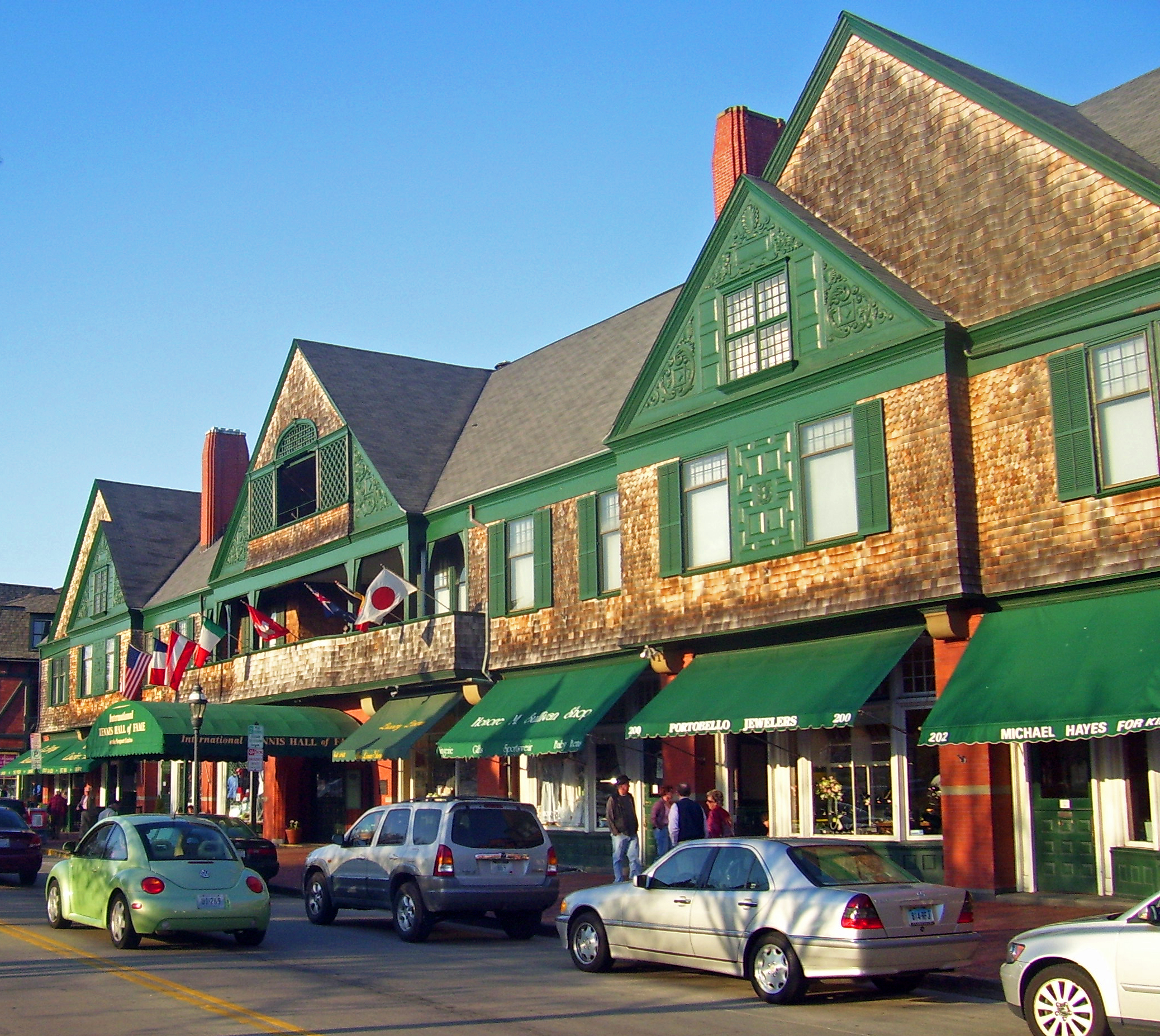
Der Veranstaltungsort des Turniers, das Newport Casino

Das ATP-Turnier von Newport (offiziell Infosys Hall of Fame Open) war ein US-amerikanisches Herren-Tennisturnier.

## Geschichte
Der Wettbewerb wurde seit 1976 in Newport im US-Bundesstaat Rhode Island ausgetragen, war seit der Gründung Teil des Grand Prix Tennis Circuits und später innerhalb der ATP Tour Teil der ATP Tour 250. Das Turnier war das einzige des ATP-Kalenders, das zeitlich nach Wimbledon auf Rasen ausgerichtet wird, zudem war es das einzige Rasenturnier außerhalb Europas.
Bekannt war das Turnier für den sogenannten Casino-Fluch (the Casino Curse), der besagte, dass in Newport niemals der topgesetzte Spieler gewinnt. Erst 2011 konnte Isner als erster diesen Fluch brechen; auch 2012 war Isner als Topgesetzter in Newport siegreich. Benannt ist der Fluch nach dem Veranstaltungsort des Turniers, dem Newport Casino, in dem sich auch die International Tennis Hall of Fame befindet. Auf dem Gelände wurden bis 1915 die United States National Championships, das Vorläuferturnier der US Open, veranstaltet. Im Rahmen des Turniers wurden jährlich die Spieler gefeiert, die im Vorjahr neu in die Hall of Fame aufgenommen wurden.
Im Zuge der „One Vision“ der ATP, nach der mehr größere Turniere ausgetragen werden sollen, wurde die Veranstaltung in Newport 2024 eingestellt. Seit 2025 wird das Turnier als ATP Challenger Newport im Rahmen der zweitklassigen ATP-Challenger-Tour ausgetragen.

## Siegerliste
Rekordsieger ist der US-Amerikaner John Isner mit vier Erfolgen; im Doppel konnte der Australier Jordan Kerr fünfmal siegen.

### Einzel
| Jahr | Sieger              | Finalgegner         | Finalergebnis      |
| ---- | ------------------- | ------------------- | ------------------ |
| 2024 | Marcos Giron        | Alex Michelsen      | 6:74, 6:3, 7:5     |
| 2023 | Adrian Mannarino    | Alex Michelsen      | 6:2, 6:4           |
| 2022 | Maxime Cressy       | Alexander Bublik    | 2:6, 6:3, 7:63     |
| 2021 | Kevin Anderson      | Jenson Brooksby     | 7:68, 6:4          |
| 2020 | abgesagt            | abgesagt            | abgesagt           |
| 2019 | John Isner (4)      | Alexander Bublik    | 7:62, 6:3          |
| 2018 | Steve Johnson       | Ramkumar Ramanathan | 7:5, 3:6, 6:2      |
| 2017 | John Isner (3)      | Matthew Ebden       | 6:3, 7:64          |
| 2016 | Ivo Karlović        | Gilles Müller       | 6:72, 7:65, 7:612  |
| 2015 | Rajeev Ram (2)      | Ivo Karlović        | 7:65, 5:7, 7:62    |
| 2014 | Lleyton Hewitt      | Ivo Karlović        | 6:3, 6:74, 7:63    |
| 2013 | Nicolas Mahut       | Lleyton Hewitt      | 5:7, 7:5, 6:3      |
| 2012 | John Isner (2)      | Lleyton Hewitt      | 7:61, 6:4          |
| 2011 | John Isner (1)      | Olivier Rochus      | 6:3, 7:66          |
| 2010 | Mardy Fish          | Olivier Rochus      | 5:7, 6:3, 6:4      |
| 2009 | Rajeev Ram (1)      | Sam Querrey         | 6:73, 7:5, 6:3     |
| 2008 | Fabrice Santoro (2) | Prakash Amritraj    | 6:3, 7:5           |
| 2007 | Fabrice Santoro (1) | Nicolas Mahut       | 6:4, 6:4           |
| 2006 | Mark Philippoussis  | Justin Gimelstob    | 6:3, 7:5           |
| 2005 | Greg Rusedski (3)   | Vincent Spadea      | 7:63, 2:6, 6:4     |
| 2004 | Greg Rusedski (2)   | Alexander Popp      | 7:65, 7:62         |
| 2003 | Robby Ginepri       | Jürgen Melzer       | 6:4, 6:73, 6:1     |
| 2002 | Taylor Dent         | James Blake         | 6:1, 4:6, 6:4      |
| 2001 | Neville Godwin      | Martin Lee          | 6:1, 6:4           |
| 2000 | Peter Wessels       | Jens Knippschild    | 7:63, 6:3          |
| 1999 | Chris Woodruff      | Kenneth Carlsen     | 6:75, 6:4, 6:4     |
| 1998 | Leander Paes        | Neville Godwin      | 6:3, 6:2           |
| 1997 | Sargis Sargsian     | Brett Steven        | 7:60, 4:6, 7:5     |
| 1996 | Nicolás Pereira     | Grant Stafford      | 4:6, 6:4, 6:4      |
| 1995 | David Prinosil      | David Wheaton       | 7:63, 5:7, 6:2     |
| 1994 | David Wheaton       | Todd Woodbridge     | 6:4, 3:6, 7:65     |
| 1993 | Greg Rusedski (1)   | Javier Frana        | 7:5, 6:77, 7:65    |
| 1992 | Bryan Shelton (2)   | Alex Antonitsch     | 6:4, 6:4           |
| 1991 | Bryan Shelton (1)   | Javier Frana        | 3:6, 6:4, 6:4      |
| 1990 | Pieter Aldrich      | Darren Cahill       | 7:6, 1:6, 6:1      |
| 1989 | Jim Pugh            | Peter Lundgren      | 6:4, 4:6, 6:2      |
| 1988 | Wally Masur         | Brad Drewett        | 6:2, 6:1           |
| 1987 | Dan Goldie          | Sammy Giammalva     | 6:7, 6:4, 6:4      |
| 1986 | Bill Scanlon        | Tim Wilkison        | 7:5, 6:4           |
| 1985 | Tom Gullikson       | John Sadri          | 6:3, 7:5           |
| 1984 | Vijay Amritraj (3)  | Tim Mayotte         | 3:6, 6:4, 6:4      |
| 1983 | John Fitzgerald     | Scott Davis         | 2:6, 6:1, 6:3      |
| 1982 | Hank Pfister        | Mike Estep          | 6:1, 7:5           |
| 1981 | Johan Kriek         | Hank Pfister        | 3:6, 6:3, 7:5      |
| 1980 | Vijay Amritraj (2)  | Andrew Pattison     | 6:1, 5:7, 6:3      |
| 1979 | Brian Teacher       | Stan Smith          | 1:6, 6:3, 6:4      |
| 1978 | Bernard Mitton      | John James          | 6:1, 3:6, 7:6      |
| 1977 | Tim Gullikson       | Hank Pfister        | 6:4, 6:4, 5:7, 6:2 |
| 1976 | Vijay Amritraj (1)  | Brian Teacher       | 6:3, 4:6, 6:3, 6:1 |

### Doppel
| Jahr | Sieger                                   | Finalgegner                               | Finalergebnis       |
| ---- | ---------------------------------------- | ----------------------------------------- | ------------------- |
| 2024 | André Göransson Sem Verbeek              | Robert Cash JJ Tracy                      | 6:3, 6:4            |
| 2023 | Nathaniel Lammons Jackson Withrow        | William Blumberg Max Purcell              | 6:3, 5:7, [10:5]    |
| 2022 | William Blumberg (2) Steve Johnson       | Raven Klaasen Marcelo Melo                | 6:4, 7:5            |
| 2021 | William Blumberg (1) Jack Sock           | Austin Krajicek Vasek Pospisil            | 6:2, 7:63           |
| 2020 | abgesagt                                 | abgesagt                                  | abgesagt            |
| 2019 | Marcel Granollers Serhij Stachowskyj     | Marcelo Arévalo Miguel Ángel Reyes Varela | 6:710, 6:4, [13:11] |
| 2018 | Jonathan Erlich (2) Artem Sitak          | Marcelo Arévalo Miguel Ángel Reyes Varela | 6:1, 6:2            |
| 2017 | Aisam-ul-Haq Qureshi (2) Rajeev Ram (2)  | Matt Reid John-Patrick Smith              | 6:4, 4:6, [10:7]    |
| 2016 | Sam Groth Chris Guccione (3)             | Jonathan Marray Adil Shamasdin            | 6:4, 6:3            |
| 2015 | Jonathan Marray Aisam-ul-Haq Qureshi (1) | Nicholas Monroe Mate Pavić                | 4:6, 6:3, [10:8]    |
| 2014 | Chris Guccione (2) Lleyton Hewitt        | Jonathan Erlich Rajeev Ram                | 7:5, 6:4            |
| 2013 | Nicolas Mahut Édouard Roger-Vasselin     | Tim Smyczek Rhyne Williams                | 6:74, 6:2, [10:5]   |
| 2012 | Santiago González Scott Lipsky           | Colin Fleming Ross Hutchins               | 7:63, 6:3           |
| 2011 | Matthew Ebden Ryan Harrison              | Johan Brunström Adil Shamasdin            | 4:6, 6:3, [10:5]    |
| 2010 | Carsten Ball Chris Guccione (1)          | Santiago González Travis Rettenmaier      | 6:3, 6:4            |
| 2009 | Jordan Kerr (5) Rajeev Ram (1)           | Michael Kohlmann Rogier Wassen            | 6:76, 7:67, [10:6]  |
| 2008 | Mardy Fish John Isner                    | Rohan Bopanna Aisam-ul-Haq Qureshi        | 6:4, 7:61           |
| 2007 | Jordan Kerr (4) Jim Thomas (3)           | Nathan Healey Igor Kunizyn                | 6:3, 7:5            |
| 2006 | Robert Kendrick Jürgen Melzer            | Jeff Coetzee Justin Gimelstob             | 7:63, 6:0           |
| 2005 | Jordan Kerr (3) Jim Thomas (2)           | Graydon Oliver Travis Parrott             | 7:65, 7:65          |
| 2004 | Jordan Kerr (2) Jim Thomas (1)           | Grégory Carraz Nicolas Mahut              | 6:3, 6:75, 6:3      |
| 2003 | Jordan Kerr (1) David Macpherson         | Julian Knowle Jürgen Melzer               | 7:64, 6:3           |
| 2002 | Bob Bryan (2) Mike Bryan (2)             | Jürgen Melzer Alexander Popp              | 7:5, 6:3            |
| 2001 | Bob Bryan (1) Mike Bryan (1)             | André Sá Glenn Weiner                     | 6:3, 7:5            |
| 2000 | Jonathan Erlich (1) Harel Levy           | Kyle Spencer Mitch Sprengelmeyer          | 7:62, 7:5           |
| 1999 | Wayne Arthurs Leander Paes               | Sargis Sargsian Chris Woodruff            | 6:7, 7:6, 6:3       |
| 1998 | Doug Flach Sandon Stolle                 | Scott Draper Jason Stoltenberg            | 6:2, 4:6, 7:6       |
| 1997 | Justin Gimelstob Brett Steven (2)        | Kent Kinnear Aleksandar Kitinov           | 6:3, 6:4            |
| 1996 | Marius Barnard Piet Norval               | Paul Kilderry Michael Tebbutt             | 6:7, 6:4, 6:4       |
| 1995 | Jörn Renzenbrink Markus Zoecke           | Paul Kilderry Nuno Marques                | 6:1, 6:2            |
| 1994 | Alex Antonitsch Greg Rusedski            | Kent Kinnear David Wheaton                | 6:4, 3:6, 6:4       |
| 1993 | Javier Frana Christo van Rensburg        | Byron Black Jim Pugh                      | 4:6, 6:1, 7:6       |
| 1992 | Royce Deppe David Rikl                   | Paul Annacone David Wheaton               | 6:4, 6:4            |
| 1991 | Gianluca Pozzi Brett Steven (1)          | Javier Frana Bruce Steel                  | 6:4, 6:4            |
| 1990 | Darren Cahill Mark Kratzmann             | Todd Nelson Bryan Shelton                 | 7:6, 6:2            |
| 1989 | Patrick Galbraith Brian Garrow           | Neil Broad Stefan Kruger                  | 2:6, 7:5, 6:3       |
| 1988 | Kelly Jones Peter Lundgren               | Scott Davis Dan Goldie                    | 6:3, 7:6            |
| 1987 | Dan Goldie Larry Scott                   | Chip Hooper Mike Leach                    | 1:6, 6:3, 7:5       |
| 1986 | Vijay Amritraj (2) Tim Wilkison          | Eddie Edwards Francisco González          | 4:6, 7:5, 7:6       |
| 1985 | Peter Doohan Sammy Giammalva             | Paul Annacone Christo van Rensburg        | 6:1, 6:3            |
| 1984 | David Graham Laurie Warder               | Ken Flach Robert Seguso                   | 6:4, 7:6            |
| 1983 | Vijay Amritraj (1) John Fitzgerald       | Tim Gullikson Tom Gullikson               | 6:3, 6:4            |
| 1982 | Andy Andrews John Sadri                  | Syd Ball Rod Frawley                      | 3:6, 7:6, 7:5       |
| 1981 | Brad Drewett Erik van Dillen             | Kevin Curren Billy Martin                 | 6:2, 6:4            |
| 1980 | Andrew Pattison Butch Walts              | Fritz Buehning Peter Rennert              | 7:6, 6:4            |
| 1979 | Bob Lutz Stan Smith                      | John James Chris Kachel                   | 6:4, 7:6            |
| 1978 | Tim Gullikson Tom Gullikson              | Colin Dibley Bob Giltinan                 | 6:4, 6:4            |
| 1977 | Ismail El Shafei Brian Fairlie           | Tim Gullikson Tom Gullikson               | 6:7, 6:3, 7:6       |